# Home for Christmas (álbum de 'N Sync)
Home for Christmas é a primeira compilação da boy band norte-americana NSYNC. O álbum foi lançado em 10 de novembro de 1998, após o sucesso de seu álbum de estréia. Em 27 de outubro de 1999, o Home for Christmas recebeu a certificação Platina Dupla pela RIAA pelas suas vendas de dois milhões de cópias nos Estados Unidos. Home for Christmas foi lançado em 30 de setembro de 2002 no Reino Unido com o nome de The Meaning of Christmas no Ariola Express com uma lista de faixas alterada. "Merry Christmas, Happy Holidays" foi lançado como single nos Estados Unidos, e também na Alemanha, devido à sua inclusão no álbum sazonal alemão do grupo, The Winter Album. Em dezembro de 2014, o álbum já tinha vendido 2,8 milhões de cópias nos Estados Unidos, tornando-se o décimo quinto álbum mais vendido de Natal nos EUA desde que a Nielsen SoundScan começou a contabilizar as vendas de música em 1991.  O álbum vendeu mais de 4 milhões de cópias em todo o mundo.

## Faixas
| Home for Christmas — Versão padrão |                                         |                              |         |  |
| N.º                                | Título                                  | Produtor(es)                 | Duração |  |
| 1.                                 | "Home for Christmas"                    | John Poppo, Danny Madden[a]  | 4:28    |  |
| 2.                                 | "Under My Tree"                         | Veit Renn                    | 4:32    |  |
| 3.                                 | "I Never Knew the Meaning of Christmas" | Carl Sturken and Evan Rogers | 4:45    |  |
| 4.                                 | "Merry Christmas, Happy Holidays"       | Renn                         | 4:12    |  |
| 5.                                 | "The Christmas Song"                    | Gary Carolla                 | 3:16    |  |
| 6.                                 | "I Guess It's Christmas Time"           | Carolla                      | 3:52    |  |
| 7.                                 | "All I Want Is You This Christmas"      | Renn                         | 3:43    |  |
| 8.                                 | "The First Noel"                        | Carolla                      | 3:28    |  |
| 9.                                 | "In Love on Christmas"                  | Renn                         | 4:06    |  |
| 10.                                | "It's Christmas"                        | Carolla, Ries                | 4:29    |  |
| 11.                                | "O Holy Night"                          | Robin Wiley                  | 3:33    |  |
| 12.                                | "Love's In Our Hearts On Christmas Day" | Renn                         | 3:54    |  |
| 13.                                | "The Only Gift"                         | Renn                         | 3:51    |  |
| 14.                                | "Kiss Me at Midnight"                   | Renn                         | 3:28    |  |

| Críticas profissionais | Críticas profissionais |
| Avaliações da crítica  | Avaliações da crítica  |
| Fonte                  | Avaliação              |
| ---------------------- | ---------------------- |
| AllMusic               | [ 3 ]                  |
| Entertainment Weekly   | C                      |
| Rolling Stone          | [ 5 ]                  |

| The Meaning of Christmas — Versão padrão |                                                 |         |  |
| N.º                                      | Título                                          | Duração |  |
| 1.                                       | "I Guess It's Christmas Time"                   |         |  |
| 2.                                       | "Merry Christmas, Happy Holidays"               |         |  |
| 3.                                       | "I Never Knew the Meaning of Christmas"         |         |  |
| 4.                                       | "Love's in Our Hearts on Christmas Day"         |         |  |
| 5.                                       | "Home for Christmas"                            |         |  |
| 6.                                       | "In Love on Christmas"                          |         |  |
| 7.                                       | "The Only Gift"                                 |         |  |
| 8.                                       | "It's Christmas"                                |         |  |
| 9.                                       | "All I Want Is You This Christmas"              |         |  |
| 10.                                      | "God Must Have Spent a Little More Time on You" |         |  |
| 11.                                      | "Kiss Me at Midnight"                           |         |  |
| 12.                                      | "The Christmas Song"                            |         |  |
| 13.                                      | "The First Noel"                                |         |  |
| 14.                                      | "O Holy Night"                                  |         |  |

Notas
- Todos vocais principais por Chris Kirkpatrick, JC Chasez e Justin Timberlake.
- ↑[a]  significa um coprodutor vocal

## Desempenho nas tabelas musicais
| Parada (1998)                                 | Posição |
| --------------------------------------------- | ------- |
| Canadá (Canadian Albums Chart)                | 29      |
| Estados Unidos (Billboard 200)                | 7       |
| Estados Unidos (Billboard Top Catalog Albums) | 2       |
| Estados Unidos (Billboard Top Holiday Albums) | 5       |

## Certificações
| Região                | Certificação | Vendas    |
| --------------------- | ------------ | --------- |
| Canadá (Music Canada) | Platina      | 100,000   |
| Estados Unidos (RIAA) | 2× Platina   | 2,000,000 |